# سموچان
سموچان (به بلغاری: Smochan) یک منطقهٔ مسکونی در بلغارستان است که در شهرستان لووچ واقع شده‌است.